# Король-рибалка (фільм)
«Король-рибалка» (англ. The Fisher King) — американський кінофільм, драма/комедія, знята режисером Террі Гілліамом за сценарієм Річарда Лагравенезе. У головних ролях зняті Джефф Бріджес, Робін Вільямс, Мерседес Рюль та Аманда Пламмер. Фільм удостоєний призу МКФ і премії «Оскар».

## Сюжет
Сюжет фільму побудований навколо легенди про Короля-рибалку, епізоді з циклу легенд про короля Артура.
Радіоведучий Джек (Джефф Бріджес) має власне шоу, він пропалений цинік, живе на широку ногу, його кар'єра йде в гору і йому навіть пропонують роль в телевізійному серіалі. Йому періодично телефонує один і той самий хлопець, якому не щастить в особистому житті. Після цинічного коментаря Джека він бере дробовик, вирушає до кафе, де збираються успішні люди, і вбиває сімох, а потім і себе самого. Кар'єра Джека звалилася, а сам він впадає в депресію.
Через три роки Джек живе на утриманні у чергової подруги, спивається і, зрозумівши безглуздість подальшого життя, одного разу вирішує заподіяти собі смерть. Йому рятує життя божевільний бродяга Перрі (Робін Вільямс), колишній професор історії, чиє життя зруйнувалося в той же день — його дружина загинула в тому кафе. Після тяжкого потрясіння Перрі живе у вигаданій реальності, спілкується з чарівним народцем та пристрасно бажає отримати Святий Грааль, який він знайшов у Нью-Йорку, в будинку одного багача. Джека гризе почуття провини перед Перрі, він вирішує допомогти йому.

## У ролях
| Актор           | Роль             |
| --------------- | ---------------- |
| Джефф Бріджес   | Джек Лукас       |
| Робін Вільямс   | Перрі            |
| Аманда Пламмер  | Лідія Сінклер    |
| Майкл Джетер    | бездомний співак |
| Мерседес Рюль   | Енн Наполітано   |
| Девід Гайд Пірс | Лу Розен         |
| Джон де Лансі   | продюсер         |
| Гаррі Ширер     | Бен Старр        |
| Лара Гарріс     | Сондра           |
| Кеті Наджимі    | епізодична роль  |

## Премії
«Оскар» — 1992
- Перемога:
  - Найкраща жіноча роль другого плану — Мерседес Рюль
- Номінації
  - Найкраща чоловіча роль — Робін Вільямс (перемога Ентоні Гопкінса за «Мовчання ягнят»)
  - Найкращий оригінальний сценарій — Річард Лагравенезе (перемога Келлі Говрі за «Тельму і Луїзу»)
  - Найкраща музика — Джордж Фентон
  - Найкраща робота художника-постановника